# Formica Blues
Formica Blues é um álbum da banda britânica Mono. Foi lançado no Reino Unido em 1997. Quatro singles foram lançados nesse álbum, do qual o primeiro single, "Life in Mono", foi o mais bem sucedido. 

## Faixas
1. "Life in Mono" - 4:45
2. "Silicone" - 4:49
3. "Slimcea Girl" - 3:50
4. "The Outsider" - 5:09
5. "Disney Town" - 4:08
6. "The Blind Man" - 6:38
7. "High Life" - 4:15
8. "Playboys" - 6:40
9. "Penguin Freud" - 6:19
10. "Hello Cleveland!" - 6:34